# Gerd Weber
Gerd Weber (* 31. května 1956, Drážďany) je bývalý východoněmecký fotbalista, záložník, reprezentant Východního Německa (NDR). Od roku 1975 byl informátorem Stasi. V roce 1981 byl spolu se dvěma spoluhráči (Peter Kotte a Matthias Müller) zatčen Stasi ve chvíli, kdy měli odcestovat do Argentiny na mezinárodní zápas. Gerd Weber měl kontakty na tým 1. FC Köln a vyžádal si plány na útěk s úmyslem uprchnout na západ. Byl odsouzen k sedmi letům a sedmi měsícům vězení. Po jedenácti měsících byl propuštěn. Byl mu však zakázán návrat do profesionálního fotbalu. V létě 1989 uprchl se svou rodinou před pádem Berlínské zdi na západ.

## Fotbalová kariéra
Ve východoněmecké oberlize hrál za Dynamo Drážďany, nastoupil ve 145 ligových utkáních a dal 44 gólů. V letech 1976, 1977 a 1978 získal s Dynamem Drážďany mistrovský titul a v roce 1977 východoněmecký fotbalový pohár. V Poháru mistrů evropských zemí nastoupil v 15 utkáních a dal 2 góly a v Poháru vítězů pohárů nastoupil ve 20 utkáních a dal 3 góly. Za reprezentaci Východního Německa (NDR) nastoupil v letech 1975–1980 ve 33 utkáních a dal 5 gólů. V roce 1976 byl členem vítězného týmu za LOH 1976 v Montréalu, nastoupil ve 2 utkáních.

## Ligová bilance
| Ročník          | Zápasy | Góly | Klub            |
| --------------- | ------ | ---- | --------------- |
| I. liga 1973/74 | 4      | 1    | Dynamo Drážďany |
| I. liga 1974/75 | 21     | 2    | Dynamo Drážďany |
| I. liga 1975/76 | 24     | 1    | Dynamo Drážďany |
| I. liga 1976/77 | 19     | 1    | Dynamo Drážďany |
| I. liga 1977/78 | 25     | 10   | Dynamo Drážďany |
| I. liga 1978/79 | 23     | 6    | Dynamo Drážďany |
| I. liga 1979/80 | 21     | 16   | Dynamo Drážďany |
| I. liga 1980/81 | 8      | 6    | Dynamo Drážďany |
| CELKEM I. liga  | 145    | 44   |                 |